# 李恩光
李恩光（1605年3月31日—17世紀），號嵩南，河南河南府洛陽縣人，清朝政治人物。

## 生平
李恩光是順治二年（1645年）舉人，三年（1646年）聯捷進士，先在禮部觀政，後獲授棗強知縣，撫恤人民不事煩苛，四年（1647年）調為沅江知縣，七年（1650年）因考察離任。

## 家族
曾祖李天壽；祖父李用和，武解元；父李永芳。

## 引用
1. 1 2 3  《順治三年丙戌科進士三代履歷》：李恩光，曾祖天壽；祖用和，武解【元？】；父永芳。嵩南，易一房，乙巳二月十三日生，洛陽人，乙酉八十一名，會試一百八十一名，三甲二百十六名，禮部觀政，授北直棗強知縣，丁亥調湖廣沅江知縣，庚寅考察。
2. ↑  嘉慶《棗強縣志·卷十二·循政略》：國朝知縣有循政者，順治初……有李恩光，洛陽進士，順治三年任，勞心撫字，不務煩苛，調知沅江。